# Neocompsa ptoma
Neocompsa ptoma är en skalbaggsart som beskrevs av Martins 1970. Neocompsa ptoma ingår i släktet Neocompsa och familjen långhorningar. Inga underarter finns listade i Catalogue of Life.